# Turnau-Kralup-Prager Eisenbahn

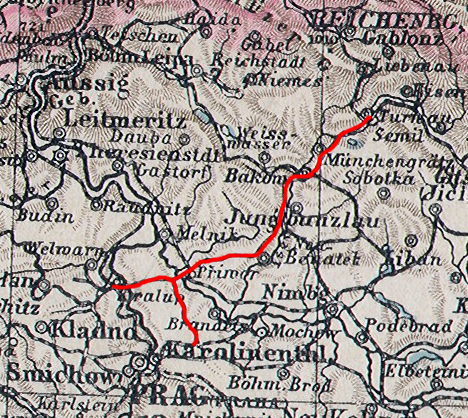
A Turnau-Kralup-Prager Eisenbahn vonalai

A k.k. privilegierte Turnau-Kralup-Prager Eisenbahn (TKPE) egy magán-vasúttársaság volt az egykori Ausztriában, melynek vonalai a mai Csehország területén voltak.

## Története
1863 október 23-án gróf Ernst Waldstein, herceg Hugo Thurn és Taxis, Friedrich Leitenberger, Adalbert Lanna, Franz Cerrini de Monte Marchi, Clemens Bachofen von Echt, Ludwig Weydelin, Friedrich Zdekauer Edler von Treukon, Alexander Schoeller urak valamint Johann Liebieg a J. Liebieg & Comp.-tól és J.W. Beyer a Jg. F. Kolb-tól „engedélyt kaptak egy gőzüzemű vasút megépítésére és üzemeltetésére Turnau-tól Jungbunzlau felé, Kralup-ig összeköttetést a südnorddeutschen Verbindungsbahn-hoz és kapcsolattal a nördlichen Staatseisenbahn és a Buschtěhrader Bahn-nal“ .Ezenfelül a koncessziótulajdonosok engedélyt kaptak egy szárnyvonal megépítésére Prága felé. A koncesszió tartalmazta, hogy az építkezést egy éven belül meg kell kezdeni, s a pályát három éven belül be kell fejezni „és megnyitni a forgalom számára”.
1865 október 15-én nyitották meg a pályát. Az üzemeltetést a Turnau-Kralup-Prager Eisenbahngesellschaft végezte.
1868 augusztus 20-án a Turnau-Kralup-Prager Eisenbahngesellschaft koncessziót kapott még egy szárnyvonal építésére Neratovice-ből Prágába. A feltételek között volt, hogy az új vonalat „egy éven belül a Kaiser-Franz-Joseph-Bahn megnyitott Gemünden–Prága vonalával össze kell kötni”. Az új vonalat 1871 október 28-án nyitották meg még a Kaiser Franz-Josephs-Bahn Gemünden–Prága szakaszának elkészülte előtt. Ez csak 1871 december 14-re készült el.
1882 december 31-én a TKPE a Böhmische Nordbahnbirtokába került

## A vonalak
A TKPE 120 km hosszú vonalai Prágától északra voltak:
- Turnau–Neratovic–Kralup (1865 október 16)
- Neratovic–Prága (1872 október 18)

→Lásd még: Praha–Turnov-vasútvonal, Kralupy nad Vltavou–Neratovice-vasútvonal

## Fordítás
- Ez a szócikk részben vagy egészben  a   Turnau-Kralup-Prager Eisenbahn című német Wikipédia-szócikk fordításán alapul.  Az eredeti cikk szerkesztőit annak laptörténete sorolja fel. Ez a jelzés csupán a megfogalmazás eredetét és a szerzői jogokat jelzi, nem szolgál a cikkben szereplő információk forrásmegjelöléseként. - Az eredeti szócikk forrásai szintén ott olvashatóak.